# Asterocyphella
Asterocyphella är ett släkte av svampar. Asterocyphella ingår i familjen Cyphellaceae, ordningen Agaricales, klassen Agaricomycetes, divisionen basidiesvampar och riket svampar.
|                | Cyphella |
|                | |
|                | Cheimonophyllum |
|                | |
|                | Campanophyllum |
|                | |
|                | Incrustocalyptella |
|                | |
|                | Cunninghammyces |
|                | |
|                | Chondrostereum |
|                | |
|                | Phaeoporotheleum |
|                | |
| Asterocyphella | \| \| Asterocyphella floccosa \| \| \| \| \| \| Asterocyphella friesii \| \| \| \| \| \| Asterocyphella theiacantha \| \| \| \| |
|                | \| \| Asterocyphella floccosa \| \| \| \| \| \| Asterocyphella friesii \| \| \| \| \| \| Asterocyphella theiacantha \| \| \| \| |
|                | Granulobasidium |
|                | |
|                | Gloeostereum |
|                | |
|                | Dendrocyphella |
|                | |
|                | Catilla |
|                | |
|                | Thujacorticium |
|                | |
|                | Hyphoradulum |
|                | |
|                | Sphaerobasidioscypha |
|                | |
|                | Seticyphella |
|                | |
|                | Gloeocorticium |
|                | |
|                | Asterocyphella floccosa |
|                | |
|                | Asterocyphella friesii |
|                | |
|                | Asterocyphella theiacantha |
|                | |

|  | Asterocyphella floccosa    |
|  |                            |
|  | Asterocyphella friesii     |
|  |                            |
|  | Asterocyphella theiacantha |
|  |                            |